# هوسا فولان
هوسا فولان (به لاتین: Haoussa Foulane) یک منطقهٔ مسکونی در مالی است که در استان گائو واقع شده‌است.